# Fête nationale islandaise
 (juin 2025).
Si vous disposez d'ouvrages ou d'articles de référence ou si vous connaissez des sites web de qualité traitant du thème abordé ici, merci de compléter l'article en donnant les références utiles à sa vérifiabilité et en les liant à la section « Notes et références ».
La Fête Nationale Islandaise (islandais : Þjóðhátíðardagurinn, le jour de célébration de la nation) est un jour férié en Islande commémorant la fondation de la République d'Islande du 17 juin 1944 et son indépendance vis-à-vis du droit danois. La date fut par ailleurs choisie pour correspondre à l'anniversaire de Jón Sigurðsson, figure majeure de la culture islandaise et chef de file du mouvement pacifique d'indépendance islandaise.

## Histoire
La formation de la république fut basée sur une clause de l'Acte d'union entre le Danemark et l'Islande de 1918 autorisant sa révision en 1943 ainsi que sur une large majorité, en faveur de l'indépendance du territoire, obtenue lors du référendum de 1944.
L'occupation du Danemark par l'armée allemande empêcha de fait cette révision et plusieurs personnalités islandaises demandèrent par conséquent que le peuple islandais attende la fin de la guerre pour déclarer son indépendance. Les gouvernements du Royaume-Uni et des États-Unis, qui occupaient alors le sol islandais, ont également retardé cette déclaration en demandant au parlement islandais de la repousser au-delà de 1943. Cependant, déçu par les résultats écrasants du référendum, le roi Christian X du Danemark fit parvenir le 17 juin 1944 un courrier félicitant les islandais pour la création d'une république.
L'abolition de la monarchie eut peu d'impact sur la constitution islandaise dans laquelle "Le Roi" fut simplement remplacé par "Le Président". Cependant, le peuple islandais célébra la fin d'un long combat pour une indépendance totale et honora Jón Sigurðsson pour son engagement politique et Sveinn Björnsson, qui fut élu le jour même premier président de la République d'Islande.

## Célébrations
De nos jours, ces célébrations sont nationales et prennent traditionnellement la forme d'un défilé, guidé par une fanfare, dans chaque zone urbaine. La fanfare est généralement précédée de cavaliers et suivie de porte-drapeaux du mouvement scout islandais. Les célébrations se poursuivent par la lecture publique de nombreux textes, dont le poème de la Dame de la Montagne (Fjallkonan). Cette dernière représente l'esprit féroce de la nation et de la nature islandaise et constitue de différentes façons un héritage de la période romantique pendant laquelle les prémices de l'indépendance du pays se sont construits.
Après les discours et formalités officielles, la célébration prend un ton moins formel et la fanfare prend le pas, les enfants mangent des sucreries et des ballons sont lâchés. La pluie est traditionnellement attendue ce jour, particulièrement dans le sud-ouest du pays.